# Musiker der klassischen Musik aus dem katalanischen Kulturbereich
Auf dieser Liste sind Musiker und Musikerinnen aufgeführt, die im Bereich der Klassischen Musik, der Alten Musik oder der Neuen Musik aus dem  katalanischsprachigen Kulturbereich (Katalonien, Balearen und Valencia oder auch aus Andorra) stammen / stammten oder in diesem Bereich wesentlich wirken / wirkten. Die Liste ist differenziert nach Komponisten, Chor- und Orchesterleitern, Sängern, Instrumentalisten und Musikwissenschaftlern. Musiker werden, auch wenn sie zwei oder mehr der genannten Musikerkategorien angehören, nur in der Hauptkategorie, die sie vertreten, aufgeführt. Weitere Funktionen dieser Musiker werden hinter dem Namen und den Lebensdaten genannt. Angegeben sind in der Regel die offiziellen katalanischsprachigen Namen der jeweiligen Musiker in Verlinkung auf einen gegebenenfalls bestehenden Personenartikel. Bei direkter Herkunft oder Wirken in Katalonien ist dies nicht gekennzeichnet. Musiker aus den weiteren katalanischsprachigen Gebieten sind als „mallorquinisch“, „valencianisch“, „andorranisch“ etc. ausgewiesen.

## Musiker allgemein
- Jaume Vidal (1606–1689), Musiker und Mönch aus dem Kloster Montserrat

## Komponisten
- Albéniz i Pascual, Isaac (1860–1909), Komponist und Pianist
- Aldomar, Pere Joan (15./16. Jahrhundert), Komponist der Renaissance und Kapellmeister der Kathedrale von Barcelona
- Baguer i Mariner, Carles (1768–1808), klassischer Komponist, Organist und Kapellmeister an der Kathedrale von Barcelona
- Baixas i Cuyas, Climent (1854–1936), Organist und Pianist
- Gabriel Balart i Crehuet (1824–1893), Komponist, Dirigent und Musikpädagoge
- Barberà i Humbert, Josep (1874–1947), Komponist und Musikpädagoge
- Barter, Joan (1648–1706), Komponist und Kapellmeister an der Kathedrale von Barcelona
- Baretja, Bernat (16. Jahrhundert–1628), katalanischer Komponist, Kapellmeister und Musikmönch aus dem Kloster Montserrat
- Blancafort i de Rosselló, Manuel (1897–1987), Komponist
- Blanch i Castells, Bartomeu (1816–1890), Komponist, Organist, Violinist und Kapellmeister
- Cabanilles, Joan Baptista Josep (1644–1712), valencianischer Komponist und Organist
- Calvó Puig i Capdevila, Bernat (1819–1880), Organist, Kapellmeister und Komponist in Barcelona
- Casablancas i Domingo, Benet (* 1956), Komponist, Musikwissenschaftler und Musikpädagoge
- Casanoves i Bertran, Narcís (1747–1799), OSB, Komponist und Organist
- Cererols i Fornells, Joan (1618–1680), OSB, Komponist aus dem Kloster Montserrat
- Comes, Joan Baptista (1582–1643), valencianischer Komponist und Kapellmeister
- Duran i Pejoán, Josep (~1730–1802), Komponist und Kapellmeister
- Ferrer i Bargalló, Anselm (1882–1969), OSB, Organist, Komponist und Musikwissenschaftler des Klosters Montserrat
- Fontova i Planes, Conrad Abelard (1865–1923), Komponist und Pianist
- Gargallo, Lluís Vicenç (Um 1636–1682), valencianischer Komponist des Barock
- Gerhard i Ottenwaelder, Robert (1896–1970), Komponist Schweizer Familienherkunft
- Gibert i Camins, Joan (1890–1966), Komponist, Pianist, Cembalist und Musikpädagoge
- Gibert i Serra, Vicenç Maria de (1879–1939), Komponist, Organist und Musikkritiker
- Granados i Campiña, Enric (1867–1916), Komponist und Pianist
- Grau i Huguet, Agustí (1893–1964), Komponist und Musikkritiker
- Guinjoan i Gispert, Joan (1931–2019), Komponist und Pianist
- Guzmán i Martínez, Joan Baptista (1846–1909), valencianischer Komponist, Organist, Musikpädagoge und Mönch des Klosters Montserrat
- Homs i Oller, Joaquim (1906–2003), Komponist
- Jordà i Rossell, Lluís Gonzaga (1869–1951), Pianist und Komponist
- Julià i Ros, Benet (1727–1787), Komponist der Schule von Montserrat
- Manent i Maurant, Nicolau (1827–1887), menorquinischer Komponist und Organist
- March, Joan (1582–1658, auch Joan Marc), Komponist und Mönch des Klosters Montserrat
- Mariner, Francesc (1720–1789), Komponist, Organist und Kapellmeister an der Kathedrale von Barcelona
- Martí, Josep Antoni (1719–1763), Komponist, Musikpädagoge und Chormeister der Schule von Montserrat
- Martín i Soler, Vicent  (1754–1806), valencianischer Opernkomponist in Neapel und Wien
- Martínez i Imbert, Claudi (1845–1919), Komponist, Pianist und Musikpädagoge
- Mas i Serracant (1866–1944), Komponist und Organist
- Milans i Godayol, Tomàs (1672–1742), Kirchenmusiker und Komponist
- Millet i Pagès, Lluís (1867–1941), Komponist und Chorgründer
- Mompou i Dancausse, Frederic (1893–1987), Komponist und Pianist
- Morera i Viura, Enric (1865–1942), Komponist
- Muset i Ferrer, Josep (1889–1957), Organist, Komponist und katholischer Priester
- Olivelles, Felip (1657–1702), Kapellmeister und Komponist
- Picanyol, Josep (~1700–~1757), Kapellmeister und Komponist
- Piqué i Collado, Jordi-Agustí (* 1963), Komponist, Organist, Musikpädagoge und Benediktinermönch aus dem Kloster Montserrat
- Porcell i Guàrdia, Francesc (1813–1890), Komponist, Kapellmeister und Komponist
- Pedrell i Sabaté, Felip (1841–1922), Komponist und Musikwissenschaftler
- Pujol, Joan Pau (1570–1626), Komponist, Organist und Kapellmeister der Kathedrale von Barcelona
- Pujol, Josep (18. Jhdt.), Komponist und Kapellmeister der Kathedrale von Barcelona
- Queralt, Francesc (1740–1825), Kapellmeister der Kathedrale von Barcelona und Komponist sakraler Werke
- Rabassa, Pere (1683–1767), Komponist des Barock
- Rodamilans i Canals, Àngel (1874–1936), Benediktinermönch, Organist und Komponist
- Rodoreda i Santigós, Josep (1851–1922), Komponist, Kapellmeister und Musikpädagoge
- Romanyà, Joan (um 1615 – 1643 oder später), Benediktinermönch, Kapellmeister, Organist und Komponist aus dem Kloster Montserrat
- Romeu i Corominas, Lluís (1874–1937), Komponist, Organist und katholischer Geistlicher
- Saldoni i Remendo, Baltasar (1807–1889), Komponist und Musikwissenschaftler
- Joaquim Salvat i Sintes (1903–1938), Komponist
- Samper i Marquès, Baltasar (1888–1966), Komponist, Pianist, Dirigent und Volksliedforscher
- Segarra i Malla, Ireneu (1917–2005), Komponist, Kirchenmusiker und Benediktinermönch
- Serra i Gonzàlez, Pere (1870–1934), Komponist und Musikpädagoge
- Soler, Benet (~1640–1682), Komponist und Musikmönch aus dem Kloster Montserrat
- Francesc Soler (um 1659–1688), Komponist des Barock und Kapellmeister
- Tatabull i Balaguer, Cristòfor (1888–1964), Komponist und Musikpädagoge
- Tria, Bernat (* Ende 17. Jhdt. – 1754), Kapellmeister und Komponist des Barock
- Viader i Moliné, Josep (1917–2012), Komponist, Dirigent, vielseitiger Instrumentalist und Musikpädagoge
- Vilalta i Vila, Emili (1867–1930), Komponist, Pianist und Musikpädagoge
- Vilanova, Julià Andreu (um 1530–1599), Komponist und Kapellmeister der Kathedrale von Barcelona
- Vilanova i Barrera, Ramon (1801–1870), frühromantischer Komponist geistlicher Werke
- Viola i Valentí, Anselm (1738–1798), Komponist und Musikpädagoge der Schule von Montserrat
- Vinyals i Galí, Josep (1771–1825), Komponist, Organist und Instrumentalist aus dem Kloster Montserrat
- Vivancos i Farràs, Bernat (* 1973), Komponist, Organist, Pianist, Musikprofessor und ehemaliger musikalischer Leiter der Escolania de Montserrat
- Vives i Roig, Amadeu (1871–1932), Komponist

## Chor- und Orchesterleiter
- Boada i Casanoves, Jacint (1772–1859), Chorleiter, Organist, Komponist und Benediktinermönch der Abtei Montserrat
- Brell i Clos, Benet (1786–1850), Chorleiter, Organist, Komponist und Benediktinermönch der Abtei Montserrat
- Clavé i Camps, Josep Anselm (1824–1874), Chorleiter, Komponist und Politiker
- Brotons i Soler, Salvador (* 1959), Dirigent, Flötist und Komponist
- Caballé i Domenech, Josep  (* 1973), Dirigent
- Carnicer i Batlle, Ramon (1789–1855), Dirigent und Opernkomponist
- Castelló i Garriga, Llorenç (* 1976), Chorleiter, Musikpädagoge und Leiter der Escolania de Montserrat
- Colomer i Soler, Edmon (* 1951), Dirigent
- Esteve, Benet (1701–1770), Chormeister der Escolania de Montserrat
- Giménez i Carreras, David (* 1964), Dirigent
- Goula i Soley, Joan (1843–1917), Dirigent, Gesangspädagoge und Komponist
- Lamote de Grignon i Bocquet, Joan (1872–1949), Dirigent, Pianist und Komponist
- Lamote de Grignon i Ribas, Ricard (1899–1962), Dirigent und Komponist
- Martínez i Izquierdo, Ernest (* 1962), Dirigent und Komponist
- Mas i Conde, Salvador (* 1951), Dirigent
- Nicolau i Parera, Antoni (1858–1933), Dirigent und Komponist
- Obiols i Tramullas, Marià (1809–1888), Dirigent, Komponist und Musikpädagoge
- Pahissa i Jo, Jaume (1880–1969), Dirigent und Komponist
- Piqué i Calvo, Joaquim (* 1970), Chor- und Orchesterleiter, ehemaliger Leiter der Escolania de Montserrat
- Pich i Santasusana, Joan (1911–1999), Dirigent, Cellist, Musikpädagoge und Komponist
- Pons i Viladomat, Josep (* 1957), Dirigent
- Roi, Isidre (1655/1656–1720), Chormeister der Escolania de Montserrat
- Ros i Marbà, Antoni (* 1937), Dirigent und Komponist
- Sabater i Sust, Josep (1882–1969), Dirigent und klassischer Pianist
- Toldrà i Soler, Eduard (1895–1962), Dirigent, Violinist und Komponist
- Valdivieso, Manel (* 1967), Dirigent

## Sängerinnen und Sänger
- Badia i Millàs, Concepció (1897–1975), Sopranistin und Gesangslehrerin
- Caballé i Folch, Montserrat (1933–2018), Sopranistin
- Figueras i Garcia, Montserrat (1942–2011), Sopranistin mit Spezialgebiet Alte Musik
- Fornells i Vilar, Andreua (1840–1967), Sopranistin und Gesangslehrerin
- Vendrell i Ibars, Emili (1893–1962), Sänger (Tenor)

## Instrumentalisten

### Gitarristen
- Almerich i Santacreu, Laura (1940–2019), Gitarristin
- Codina i Torrecilla, Jordi (* 1952), Gitarrist, Dirigent, Musikpädagoge und Komponist
- Henríquez i Brito, Josep (* 1951), Gitarrist, Musikpädagoge und Gitarrenbauer
- Llobet i Solés, Miguel (1878–1938), Gitarrist und Komponist
- Mangado i Artigas, Josep Maria (* 1953), Gitarrist und Hochschullehrer
- Pujol i Vilarrubí, Emili (1886–1980), Gitarrist und Komponist
- Tarragó i Fàbregas, Renata (1927–2005), Gitarristin und Musikpädagogin
- Tarragó i Pons, Gracià (1892–1973), valencianischer Gitarrist und Komponist
- Tàrrega i Eixea, Francesc d’Assís (1852–1909), valencianischer Gitarrist und Komponist
- Torrent i Rius, Jaume (* 1953), Gitarrist und Hochschullehrer
- Trepat i Domingo, Carles (* 1960), Gitarrist

### Pianisten
- Ardèvol i Miralles, Ferran (1887–1972), Pianist, Orchesterleiter, Komponist und Musikwissenschaftler
- Bagaría y Villazán, José Enrique (* 1978), Pianist und Musikpädagoge
- Besses i Bonet, Antoni (* 1945), Pianist und Komponist
- Blanch, Daniel (* 1974), Pianist
- Buxó i Pujadas, Tomàs (1882–1962), Pianist, Komponist und Musikpädagoge
- Calado i Colom, Màrius (1862–1926), Pianist und Musikpädagoge
- Cambra, Ignasi (* 1989), katalanischer Pianist
- Camell, Jordi (* 1959), Pianist und Musikpädagoge
- Canals i Matavacas, Joaquim (1859–1938), Pianist, Organist und Musikpädagoge
- Canals i Cendrós, Maria (1914–2010), Pianistin und Musikpädagogin
- Coll i Huguet, Ramon (1941–2023), menorquinischer Pianist
- Colom i Rincón, Josep (* 1947), Pianist
- Cuscó i Panadès, Amadeu (1876–1942), Pianist, Organist, Kapellmeister und Komponist
- Farré i Mallofré, Miquel (1936–2021), Pianist
- Garreta i Toldrà, Enriqueta (1907–1971), Pianistin und Musikpädagogin
- Giménez i Atenelle, Albert (* 1937), Pianist und Musikpädagoge
- Kucharski i Gonzàlez, Rosa Maria (1929–2006), Pianistin, Musikpädagogin und Musikwissenschaftlerin
- Larrocha i de la Calle, Alicia de (1923–2009), Pianistin und Musikpädagogin
- Ligorio i Ferrandiz, Daniel (1975), Pianist und Musikpädagoge
- Lliurat i Carreras, Frederic (1876–1956), Pianist, Musikkritiker und Komponist
- Longàs i Torres, Frederic (1897–1968), Pianist und Komponist
- Madriguera i Rodon, Francesca (1900–1965), Pianistin und Komponistin
- Malats i Miarons, Joaquim (1872–1912), Pianist und Komponist
- Marshall i King, Frank (1883–1959), Pianist und Musikpädagoge englischer Familienherkunft
- Milà i Romeu, Leonora (* 1942), Pianistin und Komponistin
- Miret i Soler, Emília (1892–1941), Pianistin, Musikpädagogin und Komponistin
- Nin i Castellanos, Joaquim (1879–1949), kubanischer Pianist und Komponist katalanischer Familienherkunft
- Padrós i Montoriol, Jaume (1926–2007), Pianist und Komponist
- Pellicer i Cardona, Joan Baptista (1862–1930), Pianist und Musikpädagoge
- Pujol i Riu, Joan Baptista (1835–1898), Pianist, Musikpädagoge und Komponist
- Roldós i Freixes, Mercè (1910–1989), Pianistin, Komponistin und Musikpädagogin
- Sabater i Parera, Rosa (1929–1983), Pianistin und Musikpädagogin
- Serra i Gonzàlez, Modest (1873–1962), Pianist, Komponist und Musikpädagoge
- Serret i Almenara, Anna (* 1988), Pianistin und Musikpädagogin
- Socias i Mercadé, Benvingut (1877–1951), Pianist, Organist und Komponist
- Solé i Olivart, Eulàlia (* 1946), Pianistin und Klavierpädagogin
- Soler i Renales, Àngel (1940–2017), Pianist, Kammermusiker und Musikpädagoge
- Soria Alemany, Antonio (* 1967), Pianist, Kammermusiker und Musikpädagoge
- Tintorer i Sagarra, Pere (1814–1891), Pianist, Musikpädagoge und Komponist
- Torra i Pòrtulas, Enric (1910–2003), Pianist, Komponist, Chorleiter und Musikpädagoge
- Vallribera i Moliné, Pere (1903–1990), Pianist, Komponist und Musikpädagoge
- Ventura, Alba (* 1978), Pianistin und Musikpädagogin
- Vidiella i Esteba, Carles Gumersind (1856–1915), Pianist, Musikpädagoge und Komponist
- Vilà i Fassier, Carme (* 1937), Pianistin
- Vilalta i Faura, Alexandre (1905–1984), Pianist
- Vilardell i Viñas, Maria (1922–2011), Pianistin und Musikförderin
- Viñes i Roda, Ricard (1875–1943), Pianist
- Vives i Ballvé, Ricard (1886–1982), Pianist und Musikpädagoge

### Organisten
- Aulí i Caldentey, Joan (1796–1869), mallorquinischer Organist und Komponist
- Mateu Ferrer i Oller (1788–1864), Organist, Orchesterleiter, Komponist, Kapellmeister der Kathedrale von Barcelona
- Josep Marraco i Ferrer (1835–1913), Organist, Violinist und Komponist, Kapellmeister der Kathedrale von Barcelona
- Rafael Palau i March (1810–1890), Organist, Chorleiter, Komponist und Benediktiner des Klosters Montserrat
- Roca i Segrià, Dídac (Wirkungszeit 17. Jahrhundert),  Organist, Chorleiter, Komponist und Benediktiner des Klosters Montserrat

### Streicher
- Casals i Defilló, Enric (1892–1986), Violinist, Orchesterleiter und Komponist
- Casals i Defilló, Pau (1876–1973), Violoncellist, Orchesterleiter und Komponist
- Cervera i Millet, Marçal (1928–2019), Violoncellist und Gambist
- Cervera i Millet, Montserrat (1927–2020), Violinistin
- Claret i Serra, Gerard (* 1951), andorranischer Violinist und Musikpädagoge
- Claret i Serra, Lluís (* 1951), andorranischer Violoncellist und Musikpädagoge
- Costa i Carrera, Francesc (1891–1959), Violinist und Musikpädagoge
- Fontova i Planes, Lleó (1875–1949), Violinist und Musikpädagoge
- Madriguera i Rodon, Enric (1902–1975), Violinist und Komponist
- Marès i Gribbin, Joaquim Pere (1888–1964), Violoncellist und Musikpädagoge
- Mas i Mallén, Rosa (1916–1988), Violinistin
- Massià i Prats, Joan (1890–1969), Violinist, Komponist und Musikpädagoge
- Millet i Farga, Lluís (1911–1976), Violoncellist
- Munné i Mitjans, Josep (1881–1956), Violinist und Musikpädagoge
- Perelló i Fiol, Marià (1886–1960), Violoncellist und Musikpädagoge
- Rocabruna i Valdivieso, Josep (1879–1957), Violinist und Musikpädagoge
- Sánchez i Deyà, Domènec (1852–1925), Violinist, Komponist und Musikpädagoge
- Soler i Ventura, Josep (1872–1946), Violoncellist und Musikpädagoge

## Musikwissenschaftler
- Anglès i Pàmies, Higini (1888–1969), Musikwissenschaftler
- Baldelló i Benosa, Francesc de Paula (1887–1977), Musikwissenschaftler und Organist
- Bonastre i Bertran, Francesc (1944–2017), Musikwissenschaftler, Musikpädagoge und Komponist
- Noguera i Balaguer, Antoni (1858–1904), mallorquinischer Musikwissenschaftler, Komponist und Pianist
- Pujol i Roca, David (1894–1979), Musikwissenschaftler, Kirchenmusiker und Benediktiner aus dem Kloster Montserrat
- Sunyol i Baulenes, Gregori Maria (1879–1946), Musikwissenschaftler, Spezialist für Gregorianischen Gesang und Benediktiner aus dem Kloster Montserrat

## Musikensembles
- Ars Musicae de Barcelona
- Banda Municipal de Barcelona
- Orquestra de Cadaqués
- Orquestra de Cambra Teatre Lliure
- Orquestra Pau Casals
- Orquestra Simfònica de Barcelona i Nacional de Catalunya, 1944 in Barcelona gegründetes Symphonieorchester
- Quartet Tarragó
- Trio de Barcelona (1911), 1911 gegründetes Klaviertrio aus Barcelona
- Trio de Barcelona (1981), 1981 gegründetes Klaviertrio aus Barcelona